# Choros nr. 4
Choros nr. 4 is een compositie van de Braziliaanse componist Heitor Villa-Lobos. Het werk maakt deel uit van een serie van 15 à 16 werken met dezelfde naam, afhankelijk van de geraadpleegde bron.
Deze choros nr. 4 is een buitenbeentje in de serie. Tot dan toe was er weinig Zuid-Amerikaans repertoire voor blaasinstrumenten alleen, laat staan voor blaaskwartetten en dan weer in het bijzonder koperblaaskwartetten. Villa-Lobos kwam vervolgens met een koperblaaskwartet in een bijzondere samenstelling: 3 hoorns en een trombone of bastrombone. Er viel volgens de componist niet meer over te vertellen dan dat de muziek zich beter liet beluisteren dan analyseren en dat de opzet terugging naar muziek die in de volksbuurten gespeeld werd. Latere beschrijvers van de Choros nr. 4 omschreven het ook wel als een gemankeerd koperblaaskwartet, waar men niet alle juiste stemmen bij elkaar kreeg en dat die vier mensen een gezellig deuntje speelden. De muziek heeft dan ook een Braziliaans aandoend deuntje als melodie en lijkt eenvoudig te spelen.
Het werk werd voor het eerst in Rio de Janeiro gespeeld op een concert waar ook Choros nr. 2, Choros nr. 7 en Choros nr. 8 werden gespeeld. Het werk is uitgegeven in Frankrijk, vandaar de Franse titel.

## Discografie
- ASV Records: leden van een orkest van Gran Canaria
- BIS Records: leden van het São Paulo Symfonieorkest
- Kuarup; een Braziliaans platenlabel.